# Cascata di Isollaz
La cascata di Isollaz (in francese chute d'Isollaz) è una cascata lungo il fiume Évançon presso Challand-Saint-Victor in Valle d'Aosta. Ha un salto di circa 50 metri.